# Józef Stolarczyk (nauczyciel)
Józef Stolarczyk (ur. 20 marca 1940 w Cierpiętach, zm. 18 sierpnia 2002 w Przasnyszu) – polski nauczyciel, działacz społeczny, regionalista, rzeźbiarz.

## Życiorys

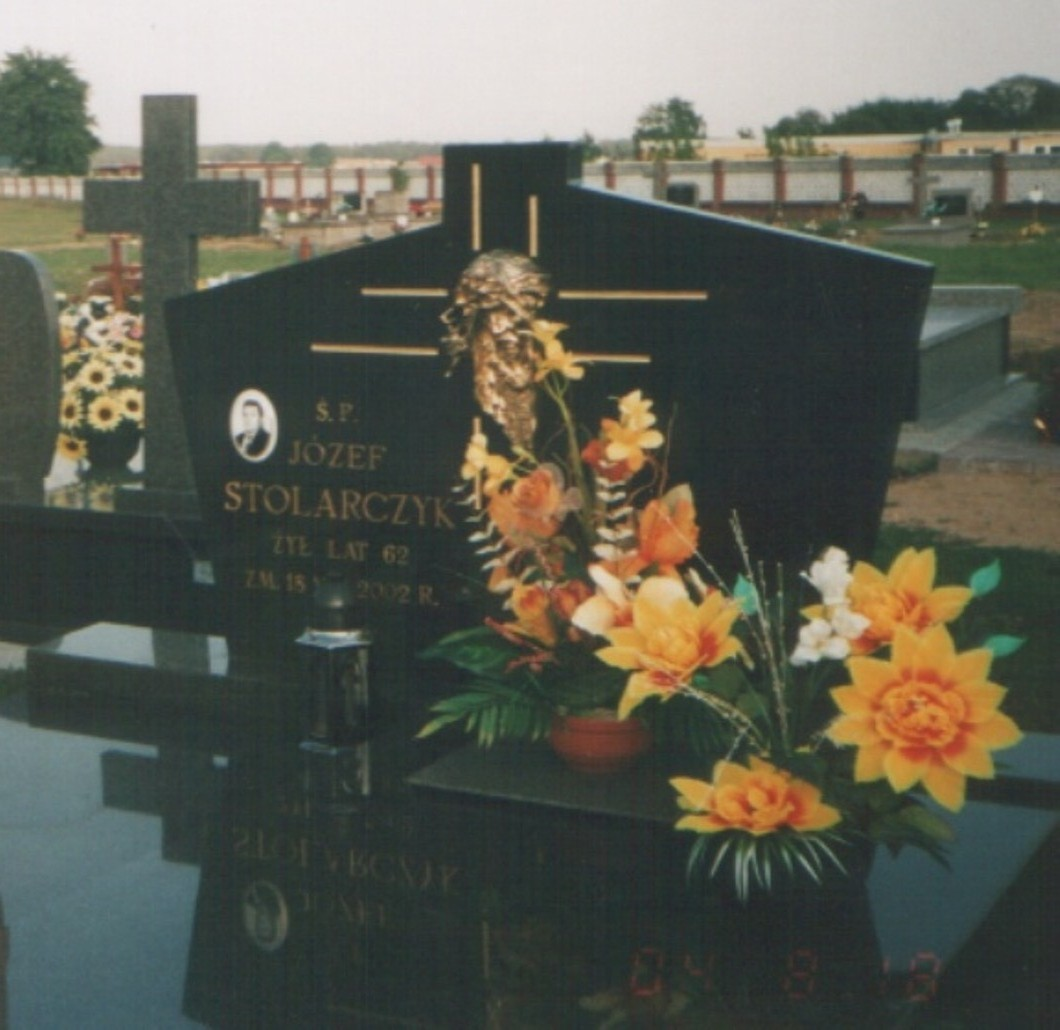
Grób Józefa Stolarczyka na cmentarzu parafialnym w Przasnyszu

Był synem Konstantego i Stanisławy ze Stolarczyków. Ukończył Liceum Pedagogiczne w Szczytnie, Studium Nauczycielskie w Ostródzie (kierunek – wychowanie muzyczne) oraz Wydział Filologii Polskiej Uniwersytetu Warszawskiego. Pracował w szkołach w Jedwabnie i Występie. W 1963 podjął pracę jako nauczyciel polonista w Zespole Szkół Zawodowych w Przasnyszu, w Technikum Mechanicznym w specjalnościach: budowa i naprawa maszyn rolniczych, urządzeń mechanizacji rolnictwa, maszyny i urządzenia rolnicze oraz na kierunku obróbka skrawaniem otwartym w 1969, w którym był wychowawcą. Dwa lata później powstało technikum mechaniczne na podbudowie zasadniczej szkoły zawodowej, gdzie pracował jako nauczyciel języka polskiego. Pracował w Zespole Szkół Zawodowych (z czasem im. mjr. Henryka Sucharskiego) do 2001. W ciągu 38 lat pracy zorganizował wiele wycieczek, wyjazdów integracyjnych, obozów wędrownych oraz wyjazdów przygotowanych z innymi nauczycielami szkoły do Bułgarii czy NRD. Był współorganizatorem, wraz z Teresą Lelińską, izby pamięci narodowej oraz izby historii i tradycji szkoły. Zapraszał do szkoły wielu gości, w tym pisarzy, regionalistów, aktorów. Był przewodniczącym i członkiem jury wielu konkursów, szkolnych komisji egzaminacyjnych.
Należał do Związku Nauczycielstwa Polskiego i Ostrołęckiego Towarzystwa Naukowego, działał w Związku Kurpiów. Był członkiem Przasnyskiej Kapeli Podwórkowej i chóru przy parafii św. Wojciecha w Przasnyszu. Przez wiele lat zajmował się rzeźbą w drewnie, wykonał ponad 1200 rzeźb o tematyce głównie historycznej i religijnej. Swoje prace prezentował m.in. na wystawach w Przasnyszu, Ostrołęce, Łomży i Kałudze. Był laureatem kilku ogólnopolskich konkursów rzeźbiarskich.

## Ordery, odznaczenia i wyróżnienia
- Krzyż Kawalerski Orderu Odrodzenia Polski
- Złoty Krzyż Zasługi
- Medal Komisji Edukacji Narodowej
- Złota Odznaka ZNP
- Odznaka „Zasłużony Działacz Kultury”
- Srebrna Odznaka „Za Zasługi dla OHP”
- Honorowa Odznaka PTTK
- honorowa srebrna odznaka Rzemiosła
- Brązowa Odznaka „Za zasługi dla województwa ostrołęckiego”
- odznaka Stowarzyszenia Pomocy Szkole
- nagrody od MEN i Kuratora Oświaty[4].